# Deogyusan
Deogyusan (덕유산), manchmal auch in der Schreibweise Deogyu-san vorzufinden, ist eine Gebirgskette im südlichen Teil von Südkorea.

## Geographie
Das Gebirge des Deogyusan erstreckt sich über eine Länge von mehr als 30 km rund 90 km nördlich der Südküste des Landes, rund 95 km östlich der Westküste zum Gelben Meer und rund 150 km westlich des Japanischen Meers im Osten. Die Gebirgskette reicht über die Landkreise Muju-gun (무주군) und Jangsu-gun (장수군) im östlichen Teil der Provinz Jeollanam-do (전라남도) bis in die Landkreise Hamyang-gun (함양군) und Geochang-gun (거창군) des nordwestlichen Teils der Provinz Gyeongsangnam-do (경상남도) hinein.
Der höchste Berg der Gebirgskette ist der 1614 m hohe Hyangjeokbong (향적봉), der sich nur wenige hundert Meter südlich des größten Skigebiets Südkoreas befindet und der vierthöchste Berg Koreas ist. Dreizehn weitere Gipfel der Gebirgskette liegen nahezu aneinandergereiht über 1300 m.

## Deogyusan National Park
Das Gebirge des Deogyusan beherbergt den Deogyusan National Park (덕유산국립공원), der am 1. Februar 1975 mit einer Größe von 229,43 km² als 10. Nationalpark des Landes ausgewiesen wurde.